# NBA Live 18
NBA Live 18 è un videogioco di pallacanestro sviluppato da EA Tiburon ed edito da EA Sports. Il giocatore di copertina del titolo è James Harden.

## Modalità di gioco
NBA Live 18 presenta la guardia di Houston Rockets James Harden come atleta di copertina. In precedenza, Harden ha condiviso la copertina di NBA 2K16 con Steph Curry e Anthony Davis. Il gioco include una modalità "UltimateTeam" che consente ai giocatori di scegliere diversi giocatori per creare un roster personalizzato, simile al franchise Madden NFL di EA. È il primo videogioco di basket a presentare un roster WNBA completo. È dotato di una modalità carriera per giocatore singolo chiamata "The One", simile alla modalità "MyCareer" di 2K Sports. La modalità di gioco consente ai giocatori di provare la vita da basket dentro e fuori dal campo con più vestiti e un'app Game Face per dispositivi iOS e Android, permettendo ai giocatori di scansionare il loro volto e inserirlo nel gioco.

## Colonna sonora
L'8 agosto 2017, EA Sports ha annunciato la colonna sonora del gioco, che includerà 31 canzoni, tra cui Kendrick Lamar, Kid Cudi, Lil Uzi Vert e Rick Ross. La colonna sonora è stata resa disponibile per lo streaming su Spotify.